# غوستافو ليال
غوستافو ليال (بالإسبانية: Gustavo Leal)‏ هو لاعب كرة قدم أرجنتيني في مركز الهجوم، ولد في 28 نوفمبر 1972 في سانتا في في الأرجنتين. لعب مع El Paso Patriots ‏.